# هاري نيلسون
هاري نيلسون (بالسويدية: Harry Nilsson)‏ (مواليد 5 يناير 1916) هو لاعب كرة قدم. يلعب مع منتخب السويد لكرة القدم. سبق له أن لعب في كأس العالم لكرة القدم مع منتخب بلاده.

## روابط خارجية
- هاري نيلسون على موقع الاتحاد الدولي (مؤرشف)  (الإنجليزية)
- هاري نيلسون على موقع اتحاد السويد (السويدية)
- هاري نيلسون على موقع قاعدة بيانات كرة القدم.إي يو (الإنجليزية)
- هاري نيلسون على موقع ناشيونال فوتبول تيمز (الإنجليزية)
- هاري نيلسون على موقع عالم كرة القدم.نت (الإنجليزية)